# فرودگاه گلن اینس
فرودگاه گلن اینس (به انگلیسی: Glen Innes Airport) یک فرودگاه با کد یاتا GLI است که یک باند فرود آسفالت دارد و طول باند آن ۱۴۹۸ متر است. این فرودگاه در کشور استرالیا قرار دارد و در ارتفاع ۱۰۴۶ متری از سطح دریا واقع شده‌است.